# Ийл
Ийл (на английски: Eel River) е основна река в Северна Калифорния по тихоокеанското крайбрежие на щата.
В превод от английски името на реката (eel) означава змиорка.
Дълга е около 320 км и има водосборен басейн от 9537 км². Извира от североизточния окръг Мендосино. Протича през 5 калифорнийски окръга в посока към северозапад и се влива в Норд Бей на Тихия океан.